# 瑪拉拿他
瑪拉拿他 (亞蘭語：是מרנא תא: maranâ thâ'  或מרן אתא:  maran 'athâ' 、希腊:Μαραναθα)由兩個自於亞蘭語的單字所組成。 只在基督教新約聖經出現一次，以及《十二使徒遺訓》（10:14）中。在這些文獻中，它本質上是音譯 而成的希臘文單詞，而不是翻譯或表達在文獻中最原始的意義。關於該詞在語彙探索上的困難，主要在於確定的它只是兩個亞蘭語單詞的組合，亦或是一個單一希臘文的表達？特別於 保羅的哥林多前書(林前16:22 （页面存档备份，存于）)，該書信結尾的用語上。